# Heinrich Schoene
Heinrich Schoene, född 25 november 1889 i Berlin, död 9 april 1945 i Königsberg, var en tysk Obergruppenführer i Sturmabteilung (SA). Under andra världskriget var han mellan 1941 och 1944 generalkommissarie för Generalbezirk Wolhynien und Podolien i Reichskommissariat Ukraine.

## Biografi
Schoene deltog i första världskriget. Han tillhörde Infanterie-Regiment 140 och sårades två gånger 1915, varefter han togs ur fronttjänstgöring. I mitten av 1920-talet innehade han en byggfirma. Omkring år 1924/1925 blev Schoene medlem av det högerextrema Nationalsozialistische Freiheitspartei. I april 1925 gick han med i SA och i augusti samma år inträdde han i Nationalsocialistiska tyska arbetarepartiet (NSDAP). År 1929 gavs Schoene i uppdrag att organisera SA i Schleswig-Holstein; åren 1931–1934 var han SA-chef därstädes.
Från 1932 till 1933 var Schoene ledamot av preussiska lantdagen och i november 1933 invaldes han i tyska riksdagen. Året därpå utnämndes han till SA-chef i Ostpreussen och Danzig.

### Generalkommissarie
Den 22 juni 1941 anföll Tyskland sin tidigare bundsförvant Sovjetunionen och inledde därmed Operation Barbarossa. I september samma år inrättades Reichskommissariat Ukraine och Schoene utsågs till generalkommissarie för Generalbezirk Wolhynien-Podolien ("Generaldistrikt Volynien-Podolien"); Schoene var på denna post underordnad rikskommissarie Erich Koch. Schoenes distrikt innefattade tjugofem Kreisgebiete: Antoniny, Bar, Brest-Litowsk, Dubno, Dunajewzy, Gorochow, Jarmolinzy, Kamenez Podolsk, Kamen Kaschirsk, Kobryn, Kostopol, Kowel, Kremianez, Letitschew, Luboml, Luzk, Pinsk, Proskurow, Rowno, Sarny, Saslaw, Schepetowka, Staro Konstantonow, Stolin och Wladimir Wolynsk. Som generalkommissarie var Schoene ansvarig för förföljelsen av och massmordet på den judiska befolkningen i Generalbezirk Wolhynien-Podolien, bland annat utplånandet av judarna i Volodymyr-Volynskyj.
I andra världskrigets slutskede stupade Schoene i Königsberg.

## Befordringar i SA
- Oberführer: maj 1929
- Gruppenführer: juli 1932
- Obergruppenführer: 24 april 1934